# Robert S. Ledley
Robert Steven Ledley (1926–2012) là nhà khoa học người Mỹ. Năm 1974, ông là người phát minh ra máy chụp cắt lớp vi tính toàn thân.